# Äsping (båt)

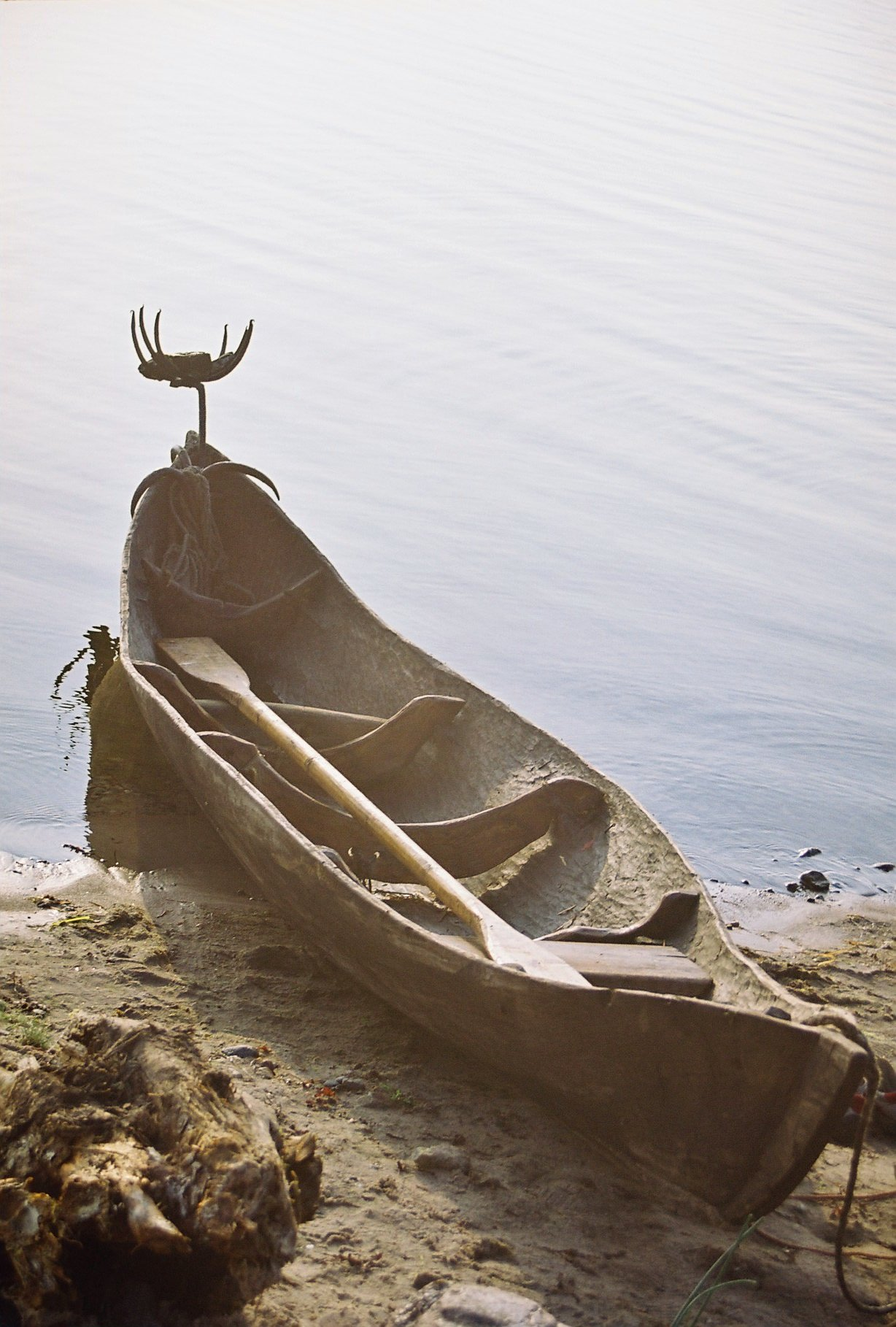
Esping av ursprunglig typ, ännu i bruk i Estland

Esping är en ålderdomlig båttyp, i bruk i Östersjön från tidig järnålder till 1900-talet.
Som namnet antyder gjordes båten ursprungligen av en urholkad aspstock. (Aspen är något lättare att bearbeta än stock av ek). Efter att stocken gröpts ur har man på nyare typer lagt till några plankor som bordläggning för att få mer bärighet. Vanligtvis har de varit spetsgattade och saknat köl. (Bland annat för att de därvid är lättare att hantera på mycket grunt vatten.) Det har också funnits typer med segel. Liknande farkoster har förekommit i de flesta kust- och sjötrakter.
I Baltikum finns ett fåtal i bruk fortfarande på låglänta områden där man kan befara översvämningar och kallas där haabjas, efter haap, asp. Senare har namnet använts även för mindre klinkbyggda allmogebåtar, av liknande modell.